# Södermanlands runinskrifter 295
Södermanlands runinskrifter 295 är en sedan länge försvunnen runsten i Grödinge socken, känd genom uppgifter från 1600-talets Rannsakningar efter antikviteter, 1700-talsforskaren Johan Peringskiöld och 1800-talsforskaren Richard Dybeck.
Stenen ska ha stått i Skälby (nuvarande Lövstalund) tillsammans med runstenen Sö 296, även kallad Skälbystenen, men Dybeck lyckades vid sina efterforskningar på 1850- och 1860-talen inte återfinna den. Han fick däremot upplysningar om att stenen skulle ha stått kvar på platsen omkring år 1825, samt att den på 1840-talet sprängts sönder och använts i grunden vid ett ladubygge.
På andra sidan Södertäljevägen från Lövstalund, i Tyttinge, har även runstensfragmentet Sö ATA4207/71 påträffats.

## Inskrift
Enligt uppgifter till Johan Peringskiöld, som förmodligen inte själv sett stenen, löd inskriften (eller delar av den):
han va iguars||sun
Inskriften är på grund av källäget osäker, men en normalisering till fornnordiska skulle bli:
Hann vaR Ingvars sunR.
Översatt till nusvenska:
"Han var Ingvars son."
Inskriften har på grund av namnet Ingvar kopplats till Ingvar den vittfarne, se även Ingvarsstenarna.